# Belton (Texas)
Belton es una ciudad ubicada en el condado de Bell en el estado estadounidense de Texas. En el Censo de 2010 tenía una población de 18.216 habitantes y una densidad poblacional de 352,67 personas por km².

## Geografía
Según la Oficina del Censo de los Estados Unidos, Belton tiene una superficie total de 51.65 km², de la cual 49.03 km² corresponden a tierra firme y (5.08%) 2.63 km² es agua.

## Demografía
Según el censo de 2010, había 18.216 personas residiendo en Belton. La densidad de población era de 352,67 hab./km². De los 18.216 habitantes, Belton estaba compuesto por el 74.46% blancos, el 8.1% eran afroamericanos, el 0.87% eran amerindios, el 1.6% eran asiáticos, el 0.19% eran isleños del Pacífico, el 11.8% eran de otras razas y el 2.98% pertenecían a dos o más razas. Del total de la población el 29.06% eran hispanos o latinos de cualquier raza.